# Tchaghataï (langue)
Pour les articles homonymes, voir Djaghataï.
Le tchaghataï ou djaghataï (Jağatāy ; ouzbek : چەغەتاي Chag'atoy ; ouïghour : چاغاتاي Chāghātāy ; turc : Çağatayca) est une langue turcique ancienne, nommée d'après le prince Djaghataï, deuxième fils de Gengis Khan et de son épouse principale Börte et parlée au Moyen Âge dans le khanat de Djaghataï, englobant l'Asie centrale, où régnèrent les descendants de ce prince.

## Langue littéraire
Le tchaghataï, proche de l'ouzbek et de l'ouïghour actuels, à l'origine langue administrative (1400-1920), servit de langue littéraire au XVe siècle en Asie centrale.
- poèmes de Mir Alisher Navoï ou Ali-shir nava'i, Muhakamat al-Lughatayn ;
- mémoires de Babur, premier empereur moghol ;
- au XIXe siècle à la cour des khans de Khiva, notamment pour les poèmes et chroniques de Mounis Khorezmi.

C'est aussi la langue de Musa Sayrami	 (1836-1917), historien, romancier, Tārīkh-i amniyya et Tārīkh-i ḥamīdi.